# Licania mexicana
Licania mexicana là một loài thực vật có hoa trong họ Cám. Loài này được Lundell mô tả khoa học đầu tiên năm 1974.